# Masch (Sohn Arams)
Masch (hebräisch מַשׁ Maš) ist im Buch Genesis in der Hebräischen Bibel der jüngste Sohn Arams. Im Samaritanischen Pentateuch lautet dieser Name hebräisch משא Māša, in der Septuaginta altgriechisch Μοσοχ Mosoch, bei Josephus altgriechisch Μησας Mesas und in der Vulgata Mes oder Mosoch.
Masch wird in der Völkertafel der biblischen Urgeschichte erwähnt. Hier heißt es: Die Söhne Arams sind Uz, Hul, Geter und Masch. (Gen 10,23 )
Die Parallele 1 Chr 1,17  bietet anstelle von Masch: Meschech, ein Name, der nach Kleinasien weisen würde. In Keilschrifttexten ist seit mittelassyrischer Zeit eine ostanatolische Stammesföderation namens Muški bezeugt. Strabo erwähnt einen Berg namens Masion in Armenien, der im nordmesopotamischen Gebirge Tur Abdin vermutet wird. Sowohl Gustav Hölscher (Drei Erdkarten, 1949) als auch Jan J. Simons (The Geographical and Topographical Texts of the Old Testament, 1959) vermuteten Masch in dieser Region.